# Epicauta promerotricha
Epicauta promerotricha es una especie de coleóptero de la familia Meloidae.

## Distribución geográfica
Habita en Uttar Pradesh (India).